# 49-я отдельная морская разведывательная авиационная эскадрилья ВВС Северного флота
49-я отдельная морская разведывательная авиационная эскадрилья ВВС Северного флота, более точно 49-я отдельная морская разведывательная авиационная эскадрилья Беломорской военной флотилии —  воинская часть  вооружённых сил  СССР в Великой Отечественной войне.

## История
Сформирована в 1939 году
На вооружении эскадрильи к началу войны состояли 10 самолётов МБР-2, базировалась часть в Архангельске 
В составе действующей армии во время ВОВ с 22 июня 1941 по 14 ноября 1942 года.
Входила в состав Беломорской военно-морской базы, с начала войны ведёт разведку в интересах флота. Основной задачей эскадрильи являлся поиск и уничтожение подводных лодок противника в Белом море и на подходах к нему. Так 4 сентября 1941 года пара МБР-2 из состава эскадрильи обнаружила к западу от мыса Канин Нос немецкую подводную лодку U-752 в надводном положении, после чего самолёты атаковали лодку, сбросив бомбы и вынудив её начать срочное погружение. Вернувшись на базу и пополнив запасы топлива и боекомплект, самолёты вновь отбомбились по масляному пятну, всплывшему над лодкой. У неё оказались повреждены топливные цистерны, что вынудило лодку вернуться на базу.
Продолжает боевые действия до 14 ноября 1942 года, когда была расформирована.

## Подчинение
Эскадрилья за время своего существования подчинялась штабу Беломорской военной флотилии (до 16 августа 1941 года Беломорской военно-морской базы).

## Командиры
- Панков, Павел Александрович